# Swidowszczyzna
Swidowszczyzna (biał. Свідоўшчына, Swidouszczyna; ros. Свидовщина, Swidowszczina) – wieś na Białorusi, w obwodzie mińskim, w rejonie dzierżyńskim, w sielsowiecie Putczyna.

## Historia
W dwudziestoleciu międzywojennym leżała w Polsce, w województwie nowogródzkim, w powiecie wołożyńskim, w gminie Wołma. W 1921 miejscowość liczyła 123 mieszkańców, zamieszkałych w 20 budynkach, w tym 90 Białorusinów i 33 Polaków. 91 mieszkańców było wyznania prawosławnego i 32 rzymskokatolickiego.
Po II wojnie światowej w granicach Związku Sowieckiego. Od 1991 w niepodległej Białorusi.